# 27 mai 1989
Le samedi 27 mai 1989 est le 147e jour de l'année 1989.

## Naissances
- Abdelmonaïm Boussenna, influenceur et imam français
- Afgansyah Reza, acteur indonésien
- Alena Zavarzina, snowboardeuse russe
- Ash Hollywood, actrice pornographique américaine
- Christoph Fildebrandt, nageur allemand
- Ibtissam Marirhi, tireuse sportive marocaine
- Igor Morozov, joueur de football estonien
- Innocent Emeghara, footballeur nigérian
- Marija Jovanović, volleyeuse serbe
- Markel Antón, cycliste espagnol
- Nevena Iričanin, volleyeuse serbe
- Nick Petersen, hockeyeur sur glace canadien
- Rémy Marginet, joueur français de rugby à XIII
- Ramone Moore, joueur de basket-ball américain
- Rodrigo de Triano (morte le 5 août 2014), Cheval de course
- Zack Pianalto, joueur de football américain

## Décès
- Arseni Tarkovski (né le 25 juin 1907), poète soviétique et russe
- Edward Jarczyński (né le 29 décembre 1919), joueur de basket-ball polonais
- Sverre Sollie (né le 12 septembre 1910), ébéniste norvégien

## Événements
- Chine : nouvelles manifestations des étudiants à Pékin et Shanghaï, mais le mouvement commencent à s'essouffler. Les liaisons par satellites des chaînes de télévision étrangères sont coupées. Dans les usines, des « comités de travail » commencent à dresser des listes de personnes suspectes de « libéralisme bourgeois », cependant les ouvriers, qui connaissent un début de prospérité, n'ont jamais réellement suivi le mouvement de contestation.
- Fin du championnat d'Italie de rugby à XV 1988-1989
- Début de la coupe du monde de marche 1989
- Fondation de l'Institut Georges-Pompidou